# Sweet Lullaby
Sweet Lullaby is een single van het Franse muziekduo Deep Forest. De single is uitgebracht op 10 maart 1992 en is afkomstig van hun gelijknamige debuutalbum Deep Forest.
Het nummer werd geschreven door Eric Mouquet en Michel Sanchez en is geproduceerd door de Belgische Dan Lacksman. Het nummer raakte bekend in 1992 en 1993 toen het werd uitgebracht als single, waarna het een top 30-hit werd in een aantal Europese en Oceanische landen. Het nummer is meerdere keren geremixt.
Sweet Lullaby is gebaseerd op een slaaplied in de taal Baegu, afkomstig van de Salomonseilanden. Het nummer bevat een sample van de zangeres Afunakwa, die werd opgenomen in 1970. Er wordt gezongen over een jonge wees, die wordt gerustgesteld door zijn oudere broer na het verlies van hun ouders.
De single bereikte de achtste positie in de Nederlandse hitlijsten, waar het acht weken bleef staan. Het bereikte in Noorwegen de derde positie, nr. 7 in Australië, nr. 10 in de Britse hitparade, nr. 78 in de Amerikaanse Billboard Top 100 en een top 20-positie in Frankrijk en Zwitserland.